# Bernardo di Vienne
Bernardo di Vienne, o Bernardo di Romans, in francese Barnard (Izernore, 778 – Romans-sur-Isère, 22 gennaio 841), è stato un arcivescovo franco del IX secolo. È venerato come santo dalla Chiesa cattolica.

## Biografia
Nato da nobile famiglia presso Lione, fu ufficiale dell'esercito di Carlomagno e si sposò. Alla morte del padre e con il consenso della moglie, entrò a far parte dell'Ordine di San Benedetto, fondando l'abbazia di Notre-Dame d'Ambronay nel dipartimento del Giura. Nell'810 fu eletto arcivescovo di Vienne. 
Prese parte ai conflitti che opponevano fra loro i nipoti di Carlomagno, e come conseguenza fu costretto all'esilio. Nell'838 fondò un'abbazia benedettina sul fiume Isère, dedicandola ai santi Pietro e Paolo. Intorno a quest'abbazia, che nel XIII secolo assunse il nome di Collégiale Saint-Barnard, si sviluppò rapidamente la città di Romans-sur-Isère.
Morì il 22 gennaio dell'841, fu proclamato santo nel 944 e il culto fu confermato da papa Pio X. Le sue reliquie furono profanate dagli Ugonotti nel secolo XVI. La memoria liturgica cade il 22 gennaio.

## Genealogia episcopale
La genealogia episcopale è:
- Arcivescovo Leidrado di Lione
- Arcivescovo Bernardo di Vienne